# Paracondylactis sinensis
Paracondylactis sinensis is een zeeanemonensoort uit de familie Actiniidae.
Paracondylactis sinensis is voor het eerst wetenschappelijk beschreven door Carlgren in 1934.